# メアリアナ・デイヴィス
メリアンナ・「マフィー」・デイビス（英語: Marianna "Muffy" Davis, 1972年12月1日 - ）は、アメリカ合衆国の地方議員で元パラリンピック自転車競技選手、アルペンスキーヤーで登山家である。

## 履歴
アイダホ州サンバレー生まれのデイヴィスはジュニア時代、トップランクのスキー選手としてオリンピック・アメリカ代表チームに指名される直前、16歳のとき事故で胸から下に対麻痺を負う。その後も競技生活を続け、1995年にスタンフォード大学を卒業する。 
デイヴィスは複数の種目で競技し遠征をこなしている。長野パラリンピックではスラロームで銅メダル、2000年にはパラアルペンスキー世界選手権アンゼール大会（開催地スイス Anzère）の大回転競技で世界チャンピオンの座についた。2002年冬季パラリンピック（ユタ州ソルトレイクシティ）の滑降とスーパーG、大回転でそれぞれ銀メダルを手にすると、同年、競技から引退した。
同じ2002年の6月1日、障害者登山家3人と組むとカリフォルニア州にある標高4300メートル超（1万4179フィート）のシャスタ山頂上をめざし、女性対麻痺者で初めて1万4000フィート超の高山の登頂に成功した。このときデイヴィスが操った雪原仕様のスノーモービルはピート・リーケ（Pete Rieke）考案の腕で推進力を得るスノーポッドである。この功績に対し、同年のエンデュランススポーツ年間障害者アスリート賞を受賞、また2004年にはIOC会長より障害者アスリート賞を贈られた。
デイビスがハンドサイクリング競技に取り組むのは2010年からで、2012年夏季パラリンピックにアメリカ代表として送られると、2012年9月7日、ロード種目個人H1-3、H1-4団体リレー、H1-2個人タイムトライアルでそれぞれ金メダルを得た。翌年2013年8月、国際自転車競技連合パラサイクリング・ロード世界選手権（開催地カナダ・ケベック州ベーコモー Baie-Comeau）ではロード種目とタイムトライアル種目で優勝している。
政治家としてアイダホ州議会選挙に26区から2018年1月に立候補して当選、同年12月から地方議員として務めている。